# Наполеон и Жозефина (мини-сериал)
«Наполео́н и Жозефи́на: исто́рия любви́» (англ. Napoleon and Josephine: A Love Story) — американская историческая мелодрама режиссёра Ричарда Т. Хеффрона, выпущенная в 1987 году. В главных ролях — Арманд Ассанте и Жаклин Биссет.

## Сюжет
Мини-сериал рассказывает о непростых взаимоотношениях Наполеона Бонапарта и Жозефины де Богарне. Действие происходит в основном во Франции во второй половине XVIII века — первой половине XIX века. Вдова казнённого на гильотине аристократа, Жозефина де Богарне остаётся одна с двумя детьми без средств к существованию. Бывший любовник Баррас и лучшая подруга Тереза Тальен знакомят Жозефину с подающим надежды генералом Наполеоном Бонапартом, младше неё на 6 лет, который с первой же встречи влюбляется в неё и предлагает стать его женой. Наполеон относится к детям Жозефины — Евгению и Гортензии — как к своим и заботится о них. Дети Жозефины быстро находят взаимопонимание с Наполеоном и начинают считать его отцом. Вынужденная выйти за Наполеона замуж, Жозефина поначалу не воспринимает его всерьёз, у неё появляется молодой любовник Ипполит-Шарль. Армия Наполеона одерживает ряд побед по всему миру, из каждого военного похода Наполеон ежедневно пишет Жозефине страстные письма. Семья Наполеона, особенно его мать Летиция, имеющая на сына большое влияние, убеждают Наполеона развестить с Жозефиной, но, несмотря на равнодушие и измены жены, Наполеон продолжает любить Жозефину. Постепенно отношение Жозефины к Наполеону меняется, она начинает понимать и ценить своего мужа и влюбляется в него. Провозгласив себя императором Франции, Наполеон Бонапарт делает любимую жену императрицей. Со временем Наполеон разводится с Жозефиной и женится вторично по политическим причинам на австрийской принцессе Марии-Луизе. Несмотря на второй брак, в котором рождается долгожданный сын и наследник, Наполеон продолжает любить Жозефину и навещать её. Последние годы своей жизни Жозефина уединённо живёт в Мальмезоне и умирает раньше Наполеона на 7 лет. Последними воспоминаниями умирающего в изгнании на Святой Елене Наполеона Бонапарта были воспоминания о Франции, армии, командовании армией, и о его любимой Жозефине.

## В ролях
| Актёр             | Роль                           |
| ----------------- | ------------------------------ |
| Арманд Ассанте    | Наполеон Бонапарт              |
| Жаклин Биссет     | Жозефина де Богарне            |
| Энтони Перкинс    | Талейран                       |
| Стефани Бичем     | Тереза Тальен                  |
| Джон Викери       | Бурьен                         |
| Патрик Кэссиди    | Ипполит-Шарль                  |
| Стивен Шварц      | Евгений де Богарне             |
| Нолан Хеммингс    | Евгений де Богарне в детстве   |
| Эмма Харбор       | Гортензия де Богарне           |
| Сэлли Бреттон     | Гортензия де Богарне в детстве |
| Жан-Пьер Стюарт   | Баррас                         |
| Николас Грейс     | Нельсон                        |
| Уильям Лакинг     | Дюпон                          |
| Ли Тейлор-Янг     | мадам де Сталь                 |
| Пол Брук          | Жюно                           |
| Саймон Чэндлер    | Леклерк                        |
| Джейн Лапотейр    | Летиция Рамолино               |
| Энтони Хиггинс    | Жозеф Бонапарт                 |
| Колин Брюс        | Люсьен Бонапарт                |
| Джереми Бруденелл | Луи Бонапарт                   |
| Джейн Гарнетт     | Элиза Бонапарт                 |
| Айони Скай        | Полина Бонапарт                |
| Джули Грем        | Каролина Бонапарт              |
| Марк Де Йонге     | Робеспьер                      |
| Пол Джефри        | Мюрат                          |
| Питер Хадсон      | герцог д'Энгиен                |
| Изабель Гардьен   | Мария-Луиза                    |
| Венди Стокле      | Мария Валевская                |
| Жан-Клод Дере     | итальянский кардинал           |

## Съёмочная группа
- Режиссёр: Ричард Т. Хеффрон
- Продюсеры: Альфред Р. Келман, Бернард Софронски, Сюзанн Визенфелд, Дэвид Л. Волпер
- Сценарист: Джеймс Ли
- Оператор: Жан Турнье
- Композиторы: Билл Конти, Джералд Фрид
- Художник-постановщик: Франсуа Де Ламот
- Художник по костюмам: Мишель Фреснэ
- Монтажёры: Майкл Элиот, Скотт С. Эйлер

## Издание на видео
- Премьера фильма (мини-сериала) в США состоялась 10 ноября 1987 года.
- В США выпущен на DVD в ноябре 2012 года.
- Неоднократно демонстрировался по российскому телевидению на центральных телеканалах, был профессионально переведён и озвучен.
- В России на DVD пока не выпущен.